# Valérie Plante
Pour les articles homonymes, voir Plante (homonymie).
Valérie Plante, née le 14 juin 1974 à Rouyn-Noranda (Québec), est une femme politique québécoise. Elle est mairesse de Montréal et d'office présidente de la Communauté métropolitaine de Montréal (CMM) depuis le 16 novembre 2017, succédant à Denis Coderre à la suite des élections municipales de 2017. Elle est réélue lors des élections municipales de 2021 à Montréal. Élue au conseil municipal de Montréal lors des élections de 2013 sous la bannière de Projet Montréal, elle devient cheffe du parti le 4 décembre 2016.

## Biographie
Valérie Plante naît à Rouyn-Noranda, en Abitibi-Témiscamingue. Elle quitte Rouyn-Noranda à l’âge de 15 ans et va étudier à North Bay pour y apprendre l’anglais. Elle rejoint ensuite sa mère à Trois-Rivières. Elle est mère de deux garçons, Émile et Gaël, ainsi que la conjointe de l'économiste Pierre-Antoine Harvey, travaillant pour la Centrale des syndicats du Québec et pour l'Institut de recherche et d'informations socio-économiques. Les deux se sont rencontrés dans les années 1990, lorsqu'ils entamaient un certificat en intervention multiethnique à l'Université de Montréal. Sa mère est fière d'en avoir fait une féministe;« Pour élever les politiciennes de demain, elle croit qu'il faut leur inculquer la valeur du féminisme. » mentionne ICI

### Formation et carrière
Valérie Plante s’installe à Montréal, afin de suivre des études en anthropologie à l’Université de Montréal. Elle poursuivra ses études avec un certificat en intervention en milieu multiethnique à la Faculté de l'éducation permanente de l'Université de Montréal (1998) et une maîtrise en muséologie à la Faculté des arts et des sciences de l'Université de Montréal (2001). Elle s'engage dans la lutte contre les inégalités sociales sur le terrain et puis en politique. Son parcours professionnel la met en contact avec les secteurs culturels (dont le Festival international de nouvelles danses de Montréal), différentes institutions muséales montréalaises, communautaires (Fondation Filles d'action) et syndicaux, où elle œuvre comme coordonnatrice de projets et comme coordonnatrice des communications.
Valérie Plante siège au conseil d'administration de l'Institut Broadbent depuis 2014.

### Conseillère municipale
[Quand ?]Valérie Plante siège au conseil municipal de Montréal où elle cumule les fonctions de porte-parole de l'opposition officielle en matière de centre-ville, de tourisme et des dossiers femmes. Elle est également vice-présidente du conseil municipal. Elle siège aussi au conseil d'arrondissement de Ville-Marie où elle est mairesse suppléante.
Candidate aux élections municipales de 2013, elle est élue conseillère du district Sainte-Marie de l'arrondissement de Ville-Marie en recevant 32,95 % des voix exprimées contre 29,52 % pour sa plus proche rivale, pourtant donnée favorite, l'ancienne ministre provinciale et candidate défaite à la mairie de Montréal lors des élections de 2009, Louise Harel.

### Mairesse de Montréal
À l'automne 2016, Valérie Plante est candidate à la direction de Projet Montréal contre Guillaume Lavoie et François Limoges. Après le départ en 2013 de Richard Bergeron, fondateur du parti, Luc Ferrandez, maire de l'arrondissement du Plateau Mont-Royal, est chef par intérim de Projet Montréal mais annonce qu'il ne briguera pas la direction de la formation politique.
La campagne de Valérie Plante est lancée le 20 septembre 2016 sous le thème « Montréal jusqu'au bout! ». Elle propose principalement de s'attaquer aux inégalités sociales qui divisent les Montréalais, notamment en s'engageant à forcer la ville à offrir le salaire viable de 15 dollars l'heure pour tous les employés de la ville, employés contractuels et sous-contractants. François Limoges quitte la course à la direction, laissant Plante et Lavoie comme seuls candidats. Valérie Plante reçoit notamment l'appui du chef intérimaire Luc Ferrandez, de la conseillère Marie Plourde et de l'ancien président (2011-2016) de Projet Montréal Michel Camus.
Le 4 décembre 2016, Valérie Plante est élue à la direction de Projet Montréal, remportant la course à la direction du parti avec 51,9 % du vote qui l'oppose au conseiller Guillaume Lavoie et devient cheffe de l'opposition officielle. Elle sera la candidate de Projet Montréal pour la mairie de Montréal à l'élection de novembre 2017. Elle est élue mairesse de la ville de Montréal le 5 novembre 2017, battant le maire sortant Denis Coderre. Lors de la campagne électorale qui a précédé son élection, elle présente notamment le projet d'aménager une nouvelle ligne de métro, appelée la ligne rose, qui relierait Montréal-Nord à Lachine.
À son arrivée au pouvoir, l'administration Plante déclare un trou de 358 millions de dollars dans les finances de la ville. Devant remettre de l'ordre dans les finances et ne voulant pas toucher aux services aux citoyens, l'administration Plante dépose un budget contenant des augmentations de taxes au-delà de l'inflation, ce qu'elle s'était engagée à ne pas faire. Les coûts d'une éventuelle ligne rose sont également discutés.
Candidate à un second mandat, elle est réélue le 7 novembre 2021 avec 52 % des voix, contre 38 % pour son adversaire Denis Coderre, ce qui correspond au double de l'écart qui les séparait en 2017.
En août 2022, Valérie Plante, selon des articles publiés dans la presse, subirait des allégations de mauvaise gestion financière du SPVM de la part du gouvernement du Québec, qui l'accuserait de détournement de fonds publics destinés à financer le recrutement de nouveaux policiers, accusations reprises par l'opposition officielle qui l'accuse de manquer de transparence. Plante, aux côtés de la présidente du comité exécutif de Montréal, Dominique Ollivier, se défend face à ces accusations en réitérant son soutien aux forces policières en disant que sa gestion financière est « irréprochable » et rejetant les rumeurs sur le soutien de son administration au mouvement d'abolition de la police. La vice-première ministre du Québec, Geneviève Guilbaut, soutient Plante en déclarant qu'elle a confiance envers la mairesse et son administration.
Le 5 décembre 2023, elle est victime d'un malaise en pleine conférence et s'écroule devant les caméras. Quelques heures plus tard, elle déclare finalement qu'elle se porte mieux. Valérie Plante a déjà vécu un malaise similaire le 9 mai précédent durant le Sommet Climat Montréal.
Le 25 avril 2024, elle répond à la ministre du Transport et de la Mobilité durable du Québec, Geneviève Guilbault, qui a annoncé la veille qu'elle ne croit pas que la gestion du transport collectif est une mission de l'État. La mairesse rétorque que le transport collectif est bien une mission de l'État et invite la ministre à venir prendre le métro de Montréal le matin.
Le 23 octobre 2024, elle annonce qu'elle ne sera pas candidate à la prochaine élection municipale de Montréal, prévue en novembre 2025.

### Féminisme et engagement pour l’égalité des sexes
Valérie Plante est reconnue pour son engagement féministe tout au long de sa carrière. Cet engagement s’enracine dès son enfance, fortement influencée par sa mère, qui lui a transmis les valeurs féministes. Elle dirigea pendant sept ans la Fondation Filles d’action, un organisme pancanadien dédié à l’émancipation des jeunes filles, et continue de militer activement pour des causes féminines et sociales.
Lors de sa campagne à la mairie en 2017, elle utilisa le slogan audacieux « L’homme de la situation », une manière irrévérencieuse de critiquer la domination masculine en politique et de se démarquer. Comme elle l’explique, ce geste visait à bousculer les normes et à affirmer qu’une femme pouvait exceller dans un domaine historiquement masculin. Ce slogan fut salué par la presse internationale, comme Le Monde et Le Parisien, qui l’ont décrite comme une féministe militante et innovante,.
Elle a également mis en œuvre des politiques favorisant l’équité de genre à Montréal, notamment en encourageant la nomination des femmes à des postes de direction et en défendant l’accès à des opportunités égales pour tous, peu importe le genre. Elle n’a cessé de dénoncer le sexisme ambiant dans le milieu politique, affirmant que sa réussite comme première mairesse de Montréal constituait un précédent essentiel pour inspirer d’autres femmes à accéder à des postes de pouvoir.
Valérie Plante continue de prouver que le féminisme est non seulement une valeur qu’elle porte, mais une base fondamentale de son leadership et de ses politiques.

#### La place des Montréalaises
Le 16 mai 2025, Valérie Plante inaugure la place des Montréalaises, nouvel espace public de deux hectares aménagé dans le quadrilatère formé par l'avenue de l'Hôtel-de-Ville, la rue Saint-Antoine Est, la rue Sanguinet et l'avenue Viger Est,. Cette place transpartisane rend hommage à la fois aux pionnières de Montréal et aux victimes du féminicide de l'École polytechnique, tout en soulignant la nécessité pour les femmes et les filles de revendiquer haut et fort leur place dans la société. Un miroir-œuvre de l'artiste Angela Silver porte, d'un côté, les noms de sept pionnières de la ville, dont Jeanne Mance, et, de l'autre, ceux des quatorze victimes de Polytechnique ; un vaste pré fleuri incliné expose vingt et un pots de fleurs, chacun dédié à une femme honorée, et un emmarchement évoque l'ensemble des noms de toutes les Montréalaises,.
Toutefois, l’inauguration suscite des critiques de Denis Coderre, qui accuse l’administration Plante de s’approprier un projet lancé sous son mandat en 2017, à la suite d’une recommandation du Conseil des Montréalaises. Il déplore l'oubli du rôle de son équipe, notamment Richard Bergeron et Manon Gauthier, et l'absence d'invitation à la cérémonie.
À l'occasion de cette inauguration, la mairesse remet également les insignes de l'Ordre de Montréal à une cohorte entièrement féminine. Les femmes honorées lors de la cérémonie sont :
- Janette Bertrand, journaliste, auteure de téléromans, animatrice radio et télévision.
- Yvette Bonny, ancienne pédiatre-hématologue et professeure d’université.
- France Charbonneau, ancienne juge à la Cour supérieure du Québec.
- Lesley Chesterman, cheffe pâtissière, auteure, animatrice et critique gastronomique.
- Léa Cousineau, première femme à présider le comité exécutif de la Ville de Montréal.
- Elisapie auteure-compositrice-interprète, réalisatrice, productrice et activiste inuk.
- Pauline Marois, première femme première ministre du Québec.
- Kim Thúy, auteure du roman Ru, animatrice à la télévision.